# Síakrobatika a 2012. évi téli ifjúsági olimpiai játékokon
A 2012. évi téli ifjúsági olimpiai játékokon a síakrobatika versenyeit január 14-én, 15-én és 19-én rendezték Innsbruckban. Összesen 4 versenyszámban avattak ifjúsági olimpiai bajnokot.
A síkrossz versenyek döntőit a tervek szerint január 20-án rendezték volna, de a rossz időjárás miatt 21-ére halasztották. Január 21-én a változatlan, rossz időjárás miatt a szervezők úgy döntöttek, hogy a döntőt nem rendezik meg és a selejtező eredményei válnak a döntő eredményeivé.

## Éremtáblázat
(A táblázatokban az egyes számoszlopok legmagasabb értéke, vagy értékei vastagítással kiemelve.)
| A 2012. évi téli ifjúsági olimpiai játékok éremtáblázata síakrobatikában | A 2012. évi téli ifjúsági olimpiai játékok éremtáblázata síakrobatikában | A 2012. évi téli ifjúsági olimpiai játékok éremtáblázata síakrobatikában | A 2012. évi téli ifjúsági olimpiai játékok éremtáblázata síakrobatikában | A 2012. évi téli ifjúsági olimpiai játékok éremtáblázata síakrobatikában | Olimpia  |
| ------------------------------------------------------------------------ | ------------------------------------------------------------------------ | ------------------------------------------------------------------------ | ------------------------------------------------------------------------ | ------------------------------------------------------------------------ | -------- |
|                                                                          | Ország                                                                   | Arany                                                                    | Ezüst                                                                    | Bronz                                                                    | Összesen |
| 1.                                                                       | Ausztria (AUT)                                                           | 2                                                                        | 0                                                                        | 0                                                                        | 2        |
| 2.                                                                       | Finnország (FIN)                                                         | 1                                                                        | 1                                                                        | 0                                                                        | 2        |
| 3.                                                                       | Svájc (SUI)                                                              | 1                                                                        | 0                                                                        | 1                                                                        | 2        |
|                                                                          |                                                                          |                                                                          |                                                                          |                                                                          |          |
| 4.                                                                       | Csehország (CZE)                                                         | 0                                                                        | 1                                                                        | 0                                                                        | 1        |
| 4.                                                                       | Németország (GER)                                                        | 0                                                                        | 1                                                                        | 0                                                                        | 1        |
| 4.                                                                       | Norvégia (NOR)                                                           | 0                                                                        | 1                                                                        | 0                                                                        | 1        |
|                                                                          |                                                                          |                                                                          |                                                                          |                                                                          |          |
| 7.                                                                       | Egyesült Államok (USA)                                                   | 0                                                                        | 0                                                                        | 1                                                                        | 1        |
| 7.                                                                       | Franciaország (FRA)                                                      | 0                                                                        | 0                                                                        | 1                                                                        | 1        |
| 7.                                                                       | Kanada (CAN)                                                             | 0                                                                        | 0                                                                        | 1                                                                        | 1        |
|                                                                          |                                                                          |                                                                          |                                                                          |                                                                          |          |
| Összesen                                                                 | Összesen                                                                 | 4                                                                        | 4                                                                        | 4                                                                        | 12       |

## Érmesek
| A 2012. évi téli ifjúsági olimpiai játékok érmesei síakrobatikában |                                    |       |                                              |       |                                                |       |
| Versenyszám                                                        | Arany                              | Arany | Ezüst                                        | Ezüst | Bronz                                          | Bronz |
| Fiú félcső                                                         | Kai Mahler · Svájc (SUI)           | 95,00 | Lauri Kivari · Finnország (FIN)              | 90,00 | Aaron Blunck · Egyesült Államok (USA)          | 87,50 |
| Fiú síkrossz                                                       | Niki Lehikoinen · Finnország (FIN) | 56,15 | Marzellus Renn · Németország (GER)           | 56,96 | Matty Herauf · Kanada (CAN)                    | 57,34 |
| Lány félcső                                                        | Elisabeth Gram · Ausztria (AUT)    | 84,75 | Tiril Sjaastad Christiansen · Norvégia (NOR) | 79,25 | Marine Tripier Mondancin · Franciaország (FRA) | 69,50 |
| Lány síkrossz                                                      | Michaela Heider · Ausztria (AUT)   | 58,38 | Veronika Camkova · Csehország (CZE)          | 58,63 | Emilie Benz · Svájc (SUI)                      | 58,82 |

## Naptár
| 2012. január | 14                | 15            | 16 | 17 | 18 | 19                                             | Összesen |
| ------------ | ----------------- | ------------- | -- | -- | -- | ---------------------------------------------- | -------- |
| Fiú          | félcső, selejtező | félcső, döntő |    |    |    | síkrossz, selejtező (később döntőnek minősült) | 2        |
| Lány         | félcső, selejtező | félcső, döntő |    |    |    | síkrossz, selejtező (később döntőnek minősült) | 2        |
| Összesen     | –                 | 2             |    |    |    | 2                                              | 4        |

## Részt vevő nemzetek
| Nemzet           | Fiúk     | Fiúk   | Lányok   | Lányok | Összesen |
| Nemzet           | Síkrossz | Félcső | Síkrossz | Félcső | Összesen |
| ---------------- | -------- | ------ | -------- | ------ | -------- |
| Andorra          |          | 1      |          |        | 1        |
| Argentína        | 1        |        | 1        |        | 2        |
| Ausztrália       | 1        | 1      | 1        |        | 2        |
| Ausztria         | 1        | 1      | 1        | 1      | 4        |
| Chile            | 1        |        | 1        |        | 2        |
| Csehország       | 1        |        | 1        |        | 2        |
| Dél-Korea        |          | 1      |          |        | 1        |
| Egyesült Államok | 1        | 1      | 1        | 1      | 4        |
| Finnország       | 1        | 1      |          |        | 2        |
| Franciaország    | 1        | 1      | 1        | 1      | 4        |
| Japán            | 1        |        |          | 1      | 2        |
| Kanada           | 1        | 1      | 1        | 1      | 4        |
| Kazahsztán       | 1        |        |          |        | 1        |
| Nagy-Britannia   |          | 1      |          | 1      | 2        |
| Németország      | 1        | 1      | 1        |        | 3        |
| Olaszország      | 1        |        |          |        | 1        |
| Oroszország      | 1        |        | 1        |        | 2        |
| Norvégia         | 1        | 1      |          | 1      | 3        |
| Szlovénia        |          |        |          | 1      | 1        |
| Svájc            | 1        | 1      | 1        | 1      | 4        |
| Svédország       | 1        |        | 1        |        | 2        |
| Új-Zéland        | 1        | 1      |          | 1      | 3        |
| Összes versenyző | 17       | 13     | 12       | 10     | 52       |
| Összes nemzet    | 17       | 13     | 12       | 10     | 22       |